# Quiinaceae
Famille
Classification APG II (2003)
Classification APG III (2009)
Les Quiinaceae (les Quiinacées) sont une famille de plantes à fleurs dicotylédones qui comprend 50 espèces réparties en 4 genres :
- Froesia, Lacunaria, Quiina, Touroulia.

Ce sont des arbres, des arbustes ou des lianes originaires d'Amérique du Sud.

## Étymologie
Le nom vient du genre type Quiina qui n'est pas lié au chiffre "cinq" mais est issu de « guiina-rana » ou « quiina-rana », nom de cette plante en dialecte Garipon ou Karipúna, tribu amazonienne contemporaine du botaniste Jean Baptiste Aublet qui travailla sur la flore de Guyane dans les années 1760.

## Classification
La classification phylogénétique place cette famille dans l'ordre des Malpighiales, (proche et parfois incluse dans les Ochnacées).
En classification phylogénétique APG III (2009), cette famille est invalide et ses genres sont incorporés dans la famille Ochnaceae.